# Scotura abstracta
Scotura abstracta är en fjärilsart som beskrevs av Louis Beethoven Prout 1918. Scotura abstracta ingår i släktet Scotura och familjen tandspinnare. Inga underarter finns listade.